# Oberea annulicornis
Oberea annulicornis là một loài bọ cánh cứng trong họ Cerambycidae.